# Syndrome de Noonan
 Mise en garde médicale
Le syndrome de Noonan est une maladie congénitale, génétiquement répandue, considérée être un type de nanisme affectant d'une manière égale les garçons et les filles. Il semblerait être une version masculine du syndrome de Turner (et est souvent décrit de cette manière), cependant, les causes génétiques du syndrome de Noonan sont différentes. Les symptômes principaux incluent cardiopathie congénitale, petite taille, problèmes d'apprentissage, pectus excavatum (aspect inhabituel du thorax avec implantation basse des mamelons), anomalies de la coagulation sanguine et faciès caractéristique (cou large ou palmé). 
Le syndrome a été nommé d'après la docteure Jacqueline Noonan (en) (1928-2020) qui l'a décrit en 1963.

## Épidémiologie
Approximativement 1 sur 1 000, et 1 sur 2 500 enfants dans le monde naissent avec ce syndrome.
Il est le deuxième syndrome génétique le plus répandu associé à une cardiopathie, après la trisomie 21.
Cependant, le niveau de sévérité peut varier en fonction des patients atteints de ce syndrome. Néanmoins, le syndrome n'est pas directement diagnostiqué dès le plus jeune âge.

## Étiologie
La maladie fait partie de celles secondaires à des mutations sur des gènes de la famille des protéines Ras.
Plusieurs gènes sont connus comme responsables :
- une mutation du gène PTPN11 (de l'anglais : protein tyrosine phosphatase, non-receptor type 11) du locus q24.1 du chromosome 12 retrouvé dans 50 % des cas[5] ;
- les mutations des gènes KRAS, SOS1, RAF1, NRAS, BRAF, SHOC2, CBL, RIT1[6] et PPP1CB[7], donnent également des syndromes de Noonan.
- Une mutation du gène LZTR1, donne une forme du syndrome de Noonan avec cardiomyopathie hypertrophique importante[8].

La transmission est de type autosomique dominante mais la plupart des individus affectés sont le résultat d’une mutation de novo. 30 à 50 % des parents d’enfants atteints sont porteurs d'une mutation sur le gène PTPN11[réf. nécessaire].

## Clinique
La description du syndrome de Noonan est souvent cliniquement bien établie. L'un des symptômes inclut le faciès caractéristique. Les oreilles implantées sont basses et orientées en arrière et les yeux écartés, philtrum profond, bordures vermillon de la lèvre supérieure, petit cou (pterygium colli) avec implantation basse des cheveux. Les caractéristiques faciales sont nettes chez le nouveau-né et tendent à disparaître avec la croissance. La petite taille est également un symptôme du syndrome de Noonan. La taille à la naissance est normale mais à l’âge adulte, la taille est à la limite inférieure de la normale. Des déformations de la colonne vertébrale (scoliose, lordose) sont présentes dans un tiers des cas.
La cardiopathie congénitale est présente entre 50 et 80 % des enfants atteints[réf. nécessaire]. Les anomalies cardiaques les plus fréquentes sont une sténose valvulaire pulmonaire et une cardiomyopathie hypertrophique du ventricule gauche. D’autres anomalies ont été décrites comprenant communication inter-auriculaire, communication inter-ventriculaire, sténose des branches de l’artère pulmonaire, tétralogie de Fallot. 
Un quart des enfants ont des difficultés d'apprentissage mais la plupart peuvent suivre une scolarité normale avec parfois un soutien complémentaire. Les performances verbales sont un peu plus faibles que les performances non verbales. Il existe des troubles de l'audition, situés dans les fréquences élevées dans près de la moitié des porteurs du syndrome.
Les troubles de la coagulation sont également fréquents. Ils peuvent inclure maladie de Willebrand, thrombocytopénie et déficit de plusieurs facteurs de la coagulation entraînant souvent des saignements anormaux.
Du côté des autres symptômes : puberté retardée chez les filles mais fertilité normale. Les garçons ont très souvent une cryptorchidie bilatérale.
L'examen clinique peut révéler un gros foie (hépatomégalie) dans près de la moitié des cas. L'examen de la peau montre de fréquents nævus, des lentigines, des taches « café au lait ».

## Diagnostic
Le diagnostic est essentiellement basé sur la clinique.
La recherche de la mutation ne la révèle que parmi 50 % des individus porteurs de cette maladie.
Cette maladie doit être distinguée des autres pathologies associant visage caractéristique, cardiopathie congénitale et retard mental : syndrome de Turner, syndrome de Williams, syndrome d'alcoolisation fœtale, syndrome de Watson, syndrome cardio-facio-cutanéomuqueux et syndrome de Costello.
Le diagnostic prénatal est possible par prélèvement de trophoblaste ou d’amniocentèse mais la mutation doit être connue avant le diagnostic.

## Évolution et complications
Durant l'enfance, le risque de survenue d'une leucémie est un peu plus élevé. Le risque de cancer est sensiblement augmenté chez les syndromes de Noonan porteur d'une mutation sur le gène PTPN11.
Il existe un risque majoré d'ostéoporose secondaire à l'hypo-œstrogénie.
L'homme est fréquemment hypofécond, du fait d'une cryptorchidie bilatérale, mais aussi d'une dysfonction des cellules de Sertoli. La femme n'a, en règle générale, pas de problème de fertilité.